# Phenacogrammus deheyni
Phenacogrammus deheyni es una especie de peces de la familia Alestiidae en el orden de los Characiformes.

## Morfología
Los machos pueden llegar alcanzar los 10 cm de longitud total.

## Hábitat
Es un pez de agua dulce y de clima tropical   (24 °C-27 °C).

## Distribución geográfica
Se encuentran en África:  cuenca del río Congo.